# Eleições legislativas portuguesas de 2015 no distrito de Évora
| Eleições legislativas portuguesas de 2015 Distritos: Aveiro \| Beja \| Braga \| Bragança \| Castelo Branco \| Coimbra \| Évora \| Faro \| Guarda \| Leiria \| Lisboa \| Portalegre \| Porto \| Santarém \| Setúbal \| Viana do Castelo \| Vila Real \| Viseu \| Açores \| Madeira \| Estrangeiro |

## Resultados por concelho
Os resultados nos concelhos do Distrito de Évora foram os seguintes:

### Alandroal
| Partido                 | Partido                        | Votos | %               | +/-  |
| ----------------------- | ------------------------------ | ----- | --------------- | ---- |
|                         | Partido Socialista             | 1 383 | 44,34 / 100,00  | 8,07 |
|                         | Coligação Democrática Unitária | 794   | 25,46 / 100,00  | 1,33 |
|                         | Portugal à Frente              | 507   | 16,26 / 100,00  | 9,40 |
|                         | Bloco de Esquerda              | 220   | 7,05 / 100,00   | 2,65 |
|                         | PCTP/MRPP                      | 73    | 2,34 / 100,00   | 0,35 |
|                         | Outros                         | 82    | 2,64 / 100,00   |      |
| Votos Inválidos         | Votos Inválidos                | 60    | 1,92 / 100,00   | 0,41 |
| Total                   | Total                          | 3 119 | 100,00 / 100,00 |      |
| Eleitorado/Participação | Eleitorado/Participação        | 4 960 | 62,88 / 100,00  | 1,87 |

| Freguesia                                         | %     | %     | %     | %    | %    | Votantes |
| Freguesia                                         | PS    | CDU   | PÀF   | BE   | PCTP | Votantes |
| ------------------------------------------------- | ----- | ----- | ----- | ---- | ---- | -------- |
| Capelins (Santo António)                          | 43,82 | 26,15 | 15,55 | 5,30 | 2,47 | 283      |
| N.S. da Conceição, São Brás dos Matos e Juromenha | 44,75 | 17,60 | 21,54 | 9,37 | 2,10 | 1 142    |
| Santiago Maior                                    | 42,99 | 33,15 | 11,61 | 5,84 | 2,40 | 1 249    |
| Terena (São Pedro)                                | 47,42 | 23,60 | 16,18 | 5,62 | 2,70 | 445      |
| Alandroal                                         | 44,34 | 25,46 | 16,26 | 7,05 | 2,34 | 3 119    |

### Arraiolos
| Partido                 | Partido                        | Votos | %               | +/-  |
| ----------------------- | ------------------------------ | ----- | --------------- | ---- |
|                         | Coligação Democrática Unitária | 1 372 | 33,86 / 100,00  | 2,12 |
|                         | Partido Socialista             | 1 331 | 32,85 / 100,00  | 8,00 |
|                         | Portugal à Frente              | 705   | 17,40 / 100,00  | 9,50 |
|                         | Bloco de Esquerda              | 286   | 7,06 / 100,00   | 2,89 |
|                         | PCTP/MRPP                      | 66    | 1,63 / 100,00   | 1,04 |
|                         | Pessoas–Animais–Natureza       | 42    | 1,04 / 100,00   | 0,27 |
|                         | Outros                         | 108   | 2,66 / 100,00   |      |
| Votos Inválidos         | Votos Inválidos                | 142   | 3,51 / 100,00   | 0,15 |
| Total                   | Total                          | 4 052 | 100,00 / 100,00 |      |
| Eleitorado/Participação | Eleitorado/Participação        | 6 116 | 66,25 / 100,00  | 2,56 |

| Freguesia                  | %     | %     | %     | %    | %    | %    | Votantes |
| Freguesia                  | CDU   | PS    | PÀF   | BE   | PCTP | PAN  | Votantes |
| -------------------------- | ----- | ----- | ----- | ---- | ---- | ---- | -------- |
| Arraiolos                  | 34,89 | 33,66 | 16,26 | 6,82 | 1,13 | 0,82 | 1 949    |
| Gafanhoeira e Sabugueiro   | 45,83 | 27,71 | 11,37 | 6,75 | 2,31 | 1,24 | 563      |
| Igrejinha                  | 29,33 | 36,76 | 13,71 | 9,14 | 1,52 | 1,52 | 525      |
| São Gregório e Santa Justa | 36,70 | 31,65 | 18,18 | 4,38 | 2,02 | 1,68 | 297      |
| Vimieiro                   | 23,82 | 32,31 | 27,58 | 7,52 | 2,37 | 0,84 | 718      |
| Arraiolos                  | 33,86 | 32,85 | 17,40 | 7,06 | 1,63 | 1,04 | 4 052    |

### Borba
| Partido                 | Partido                        | Votos | %               | +/-  |
| ----------------------- | ------------------------------ | ----- | --------------- | ---- |
|                         | Partido Socialista             | 1 784 | 46,13 / 100,00  | 6,62 |
|                         | Portugal à Frente              | 880   | 22,76 / 100,00  | 6,96 |
|                         | Coligação Democrática Unitária | 513   | 13,27 / 100,00  | 4,02 |
|                         | Bloco de Esquerda              | 401   | 10,37 / 100,00  | 4,65 |
|                         | PCTP/MRPP                      | 59    | 1,53 / 100,00   | 0,22 |
|                         | Outros                         | 124   | 3,23 / 100,00   |      |
| Votos Inválidos         | Votos Inválidos                | 106   | 2,74 / 100,00   | 0,83 |
| Total                   | Total                          | 3 867 | 100,00 / 100,00 |      |
| Eleitorado/Participação | Eleitorado/Participação        | 6 183 | 62,54 / 100,00  | 1,66 |

| Freguesia              | %     | %     | %     | %     | %    | Votantes |
| Freguesia              | PS    | PÀF   | CDU   | BE    | PCTP | Votantes |
| ---------------------- | ----- | ----- | ----- | ----- | ---- | -------- |
| Borba (Matriz)         | 44,90 | 24,19 | 13,43 | 9,79  | 1,23 | 1 951    |
| Borba (São Bartolomeu) | 47,74 | 25,34 | 12,22 | 6,56  | 1,13 | 442      |
| Orada                  | 51,34 | 14,44 | 13,90 | 9,89  | 4,28 | 374      |
| Rio de Moinhos         | 45,91 | 22,00 | 13,18 | 13,09 | 1,27 | 1 100    |
| Borba                  | 46,13 | 22,76 | 13,27 | 10,37 | 1,53 | 3 867    |

### Estremoz
| Partido                 | Partido                        | Votos  | %               | +/-   |
| ----------------------- | ------------------------------ | ------ | --------------- | ----- |
|                         | Partido Socialista             | 2 728  | 38,90 / 100,00  | 7,94  |
|                         | Portugal à Frente              | 2 201  | 31,38 / 100,00  | 13,04 |
|                         | Coligação Democrática Unitária | 911    | 12,99 / 100,00  | 0,26  |
|                         | Bloco de Esquerda              | 615    | 8,77 / 100,00   | 4,74  |
|                         | PCTP/MRPP                      | 76     | 1,08 / 100,00   | 0,51  |
|                         | Outros                         | 268    | 3,83 / 100,00   |       |
| Votos Inválidos         | Votos Inválidos                | 214    | 3,05 / 100,00   | 0,31  |
| Total                   | Total                          | 7 013  | 100,00 / 100,00 |       |
| Eleitorado/Participação | Eleitorado/Participação        | 12 187 | 57,54 / 100,00  | 0,12  |

| Freguesia                                          | %     | %     | %     | %     | %    | Votantes |
| Freguesia                                          | PS    | PÀF   | CDU   | BE    | PCTP | Votantes |
| -------------------------------------------------- | ----- | ----- | ----- | ----- | ---- | -------- |
| Ameixial (Santa Vitória e São Bento)               | 32,47 | 37,43 | 13,35 | 9,16  | 1,05 | 382      |
| Arcos                                              | 41,54 | 28,27 | 12,39 | 9,25  | 1,22 | 573      |
| Estremoz (Santa Maria e Santo André)               | 34,06 | 36,46 | 11,99 | 9,07  | 0,77 | 4 002    |
| Évora Monte                                        | 45,67 | 12,33 | 20,33 | 11,00 | 3,33 | 300      |
| Glória                                             | 50,18 | 18,25 | 14,74 | 11,23 | 2,11 | 285      |
| São Bento do Cortiço e Santo Estêvão               | 44,94 | 28,83 | 10,91 | 6,75  | 2,08 | 385      |
| São Domingos de Ana Loura                          | 48,53 | 13,24 | 26,47 | 6,37  | 0,49 | 204      |
| São Lourenço de Mamporcão e São Bento de Ana Loura | 43,24 | 26,43 | 16,22 | 8,11  | 0,90 | 333      |
| Veiros                                             | 55,92 | 22,22 | 10,20 | 6,01  | 1,09 | 549      |
| Estremoz                                           | 38,90 | 31,38 | 12,99 | 8,77  | 1,08 | 7 013    |

### Évora
| Partido                 | Partido                        | Votos  | %               | +/-   |
| ----------------------- | ------------------------------ | ------ | --------------- | ----- |
|                         | Partido Socialista             | 10 350 | 35,91 / 100,00  | 9,06  |
|                         | Portugal à Frente              | 7 832  | 27,18 / 100,00  | 14,72 |
|                         | Coligação Democrática Unitária | 5 385  | 18,68 / 100,00  | 0,89  |
|                         | Bloco de Esquerda              | 2 883  | 10,00 / 100,00  | 4,21  |
|                         | PCTP/MRPP                      | 329    | 1,14 / 100,00   | 0,38  |
|                         | Pessoas–Animais–Natureza       | 323    | 1,12 / 100,00   | 0,24  |
|                         | Outros                         | 819    | 2,84 / 100,00   |       |
| Votos Inválidos         | Votos Inválidos                | 899    | 3,12 / 100,00   | 0,44  |
| Total                   | Total                          | 28 820 | 100,00 / 100,00 |       |
| Eleitorado/Participação | Eleitorado/Participação        | 47 599 | 60,55 / 100,00  | 0,53  |

| Freguesia                                   | %     | %     | %     | %     | %    | %    | Votantes |
| Freguesia                                   | PS    | PÀF   | CDU   | BE    | PCTP | PAN  | Votantes |
| ------------------------------------------- | ----- | ----- | ----- | ----- | ---- | ---- | -------- |
| Bacelo e Senhora da Saúde                   | 35,77 | 28,21 | 16,98 | 10,76 | 1,03 | 1,16 | 9 312    |
| Canaviais                                   | 37,04 | 22,31 | 21,29 | 10,76 | 1,32 | 1,56 | 1 663    |
| Évora                                       | 33,59 | 34,97 | 14,13 | 9,06  | 1,02 | 1,34 | 2 837    |
| Malagueira e Horta das Figueiras            | 34,89 | 28,23 | 18,08 | 10,35 | 1,04 | 1,03 | 10 926   |
| N.S. da Tourega e N.S. de Guadalupe         | 38,25 | 15,61 | 30,88 | 8,42  | 2,11 | 0,18 | 570      |
| Nossa Senhora da Graça do Divor             | 30,58 | 10,79 | 43,88 | 6,83  | 1,80 | 1,80 | 278      |
| Nossa Senhora de Machede                    | 37,72 | 16,61 | 28,55 | 9,00  | 3,29 | 0,69 | 578      |
| São Sebastião da Giesteira e N.S. da Boa Fé | 39,83 | 19,50 | 27,56 | 7,06  | 0,84 | 1,18 | 595      |
| São Bento do Mato                           | 38,12 | 35,21 | 14,53 | 6,32  | 0,85 | 0,85 | 585      |
| São Manços e São Vicente do Pigeiro         | 49,79 | 17,45 | 18,31 | 5,72  | 1,29 | 1,43 | 699      |
| São Miguel de Machede                       | 33,49 | 16,63 | 27,33 | 12,76 | 2,05 | 1,14 | 439      |
| Torre de Coelheiros                         | 47,93 | 7,69  | 33,73 | 5,92  | 1,18 | 0,30 | 338      |
| Évora                                       | 35,91 | 27,18 | 18,68 | 10,00 | 1,14 | 1,12 | 28 820   |

### Montemor-o-Novo
| Partido                 | Partido                        | Votos  | %               | +/-  |
| ----------------------- | ------------------------------ | ------ | --------------- | ---- |
|                         | Coligação Democrática Unitária | 3 145  | 33,86 / 100,00  | 0,59 |
|                         | Partido Socialista             | 2 853  | 30,71 / 100,00  | 4,50 |
|                         | Portugal à Frente              | 1 855  | 19,97 / 100,00  | 8,51 |
|                         | Bloco de Esquerda              | 665    | 7,16 / 100,00   | 3,20 |
|                         | PCTP/MRPP                      | 157    | 1,69 / 100,00   | 0,98 |
|                         | Outros                         | 328    | 3,54 / 100,00   |      |
| Votos Inválidos         | Votos Inválidos                | 286    | 3,08 / 100,00   | 0,33 |
| Total                   | Total                          | 9 289  | 100,00 / 100,00 |      |
| Eleitorado/Participação | Eleitorado/Participação        | 14 717 | 63,12 / 100,00  | 0,10 |

| Freguesia                               | %     | %     | %     | %    | %    | Votantes |
| Freguesia                               | CDU   | PS    | PÀF   | BE   | PCTP | Votantes |
| --------------------------------------- | ----- | ----- | ----- | ---- | ---- | -------- |
| Cabrela                                 | 21,79 | 40,90 | 26,57 | 3,88 | 1,19 | 335      |
| Ciborro                                 | 17,03 | 57,55 | 9,59  | 7,91 | 0,24 | 417      |
| Cortiçadas de Lavre e Lavre             | 36,68 | 27,54 | 20,54 | 6,55 | 2,60 | 886      |
| Foros de Vale de Figueira               | 41,16 | 30,99 | 13,15 | 7,36 | 1,56 | 639      |
| N.S. da Vila, N.S. do Bispo e Silveiras | 32,63 | 29,72 | 21,52 | 7,53 | 1,53 | 5 933    |
| Santiago do Escoural                    | 47,30 | 26,62 | 11,08 | 7,43 | 2,70 | 740      |
| São Cristóvão                           | 37,46 | 21,83 | 29,79 | 3,54 | 2,36 | 339      |
| Montemor-o-Novo                         | 33,86 | 30,71 | 19,97 | 7,16 | 1,69 | 9 289    |

### Mora
| Partido                 | Partido                        | Votos | %               | +/-  |
| ----------------------- | ------------------------------ | ----- | --------------- | ---- |
|                         | Coligação Democrática Unitária | 1 023 | 38,52 / 100,00  | 3,57 |
|                         | Partido Socialista             | 786   | 29,59 / 100,00  | 5,63 |
|                         | Portugal à Frente              | 535   | 20,14 / 100,00  | 9,60 |
|                         | Bloco de Esquerda              | 125   | 4,71 / 100,00   | 1,24 |
|                         | PCTP/MRPP                      | 52    | 1,96 / 100,00   | 0,98 |
|                         | Outros                         | 62    | 2,33 / 100,00   |      |
| Votos Inválidos         | Votos Inválidos                | 73    | 2,74 / 100,00   | 0,52 |
| Total                   | Total                          | 2 656 | 100,00 / 100,00 |      |
| Eleitorado/Participação | Eleitorado/Participação        | 4 482 | 59,26 / 100,00  | 1,82 |

| Freguesia | %     | %     | %     | %    | %    | Votantes |
| Freguesia | CDU   | PS    | PÀF   | BE   | PCTP | Votantes |
| --------- | ----- | ----- | ----- | ---- | ---- | -------- |
| Brotas    | 45,29 | 30,07 | 15,94 | 2,54 | 1,45 | 276      |
| Cabeção   | 42,86 | 33,52 | 9,52  | 5,49 | 2,75 | 546      |
| Mora      | 37,08 | 28,09 | 22,85 | 5,09 | 1,87 | 1 335    |
| Pavia     | 33,87 | 29,06 | 26,85 | 4,01 | 1,60 | 499      |
| Mora      | 38,52 | 29,59 | 20,14 | 4,71 | 1,96 | 2 656    |

### Mourão
| Partido                 | Partido                        | Votos | %               | +/-   |
| ----------------------- | ------------------------------ | ----- | --------------- | ----- |
|                         | Partido Socialista             | 646   | 49,46 / 100,00  | 12,09 |
|                         | Portugal à Frente              | 357   | 27,34 / 100,00  | 14,18 |
|                         | Coligação Democrática Unitária | 137   | 10,49 / 100,00  | 0,18  |
|                         | Bloco de Esquerda              | 79    | 6,05 / 100,00   | 1,97  |
|                         | PCTP/MRPP                      | 18    | 1,38 / 100,00   | 0,34  |
|                         | Outros                         | 34    | 2,60 / 100,00   |       |
| Votos Inválidos         | Votos Inválidos                | 35    | 2,68 / 100,00   | 0,32  |
| Total                   | Total                          | 1 306 | 100,00 / 100,00 |       |
| Eleitorado/Participação | Eleitorado/Participação        | 2 293 | 56,96 / 100,00  | 1,17  |

| Freguesia | %     | %     | %     | %    | %    | Votantes |
| Freguesia | PS    | PÀF   | CDU   | BE   | PCTP | Votantes |
| --------- | ----- | ----- | ----- | ---- | ---- | -------- |
| Granja    | 51,23 | 20,00 | 12,98 | 7,02 | 1,05 | 285      |
| Luz       | 34,72 | 52,85 | 2,59  | 1,04 | 1,55 | 193      |
| Mourão    | 52,29 | 23,91 | 11,47 | 6,88 | 1,45 | 828      |
| Mourão    | 49,46 | 27,34 | 10,49 | 6,05 | 1,38 | 1 306    |

### Portel
| Partido                 | Partido                        | Votos | %               | +/-   |
| ----------------------- | ------------------------------ | ----- | --------------- | ----- |
|                         | Partido Socialista             | 1 548 | 46,51 / 100,00  | 11,50 |
|                         | Coligação Democrática Unitária | 1 028 | 30,89 / 100,00  | 1,84  |
|                         | Portugal à Frente              | 360   | 10,82 / 100,00  | 9,66  |
|                         | Bloco de Esquerda              | 195   | 5,86 / 100,00   | 1,35  |
|                         | PCTP/MRPP                      | 55    | 1,65 / 100,00   | 1,33  |
|                         | Outros                         | 66    | 1,98 / 100,00   |       |
| Votos Inválidos         | Votos Inválidos                | 76    | 2,28 / 100,00   | 0,54  |
| Total                   | Total                          | 3 328 | 100,00 / 100,00 |       |
| Eleitorado/Participação | Eleitorado/Participação        | 5 474 | 60,80 / 100,00  | 5,97  |

| Freguesia                          | %     | %     | %     | %    | %    | Votantes |
| Freguesia                          | PS    | CDU   | PÀF   | BE   | PCTP | Votantes |
| ---------------------------------- | ----- | ----- | ----- | ---- | ---- | -------- |
| Amieira e Alqueva                  | 43,81 | 40,35 | 5,94  | 4,95 | 2,72 | 404      |
| Monte do Trigo                     | 40,37 | 40,70 | 9,63  | 3,65 | 2,33 | 602      |
| Portel                             | 46,86 | 26,82 | 14,35 | 6,34 | 0,94 | 1 387    |
| Santana                            | 58,08 | 21,54 | 9,23  | 5,38 | 0,77 | 260      |
| São Bartolomeu do Outeiro e Oriola | 48,40 | 26,65 | 8,32  | 8,53 | 2,35 | 469      |
| Vera Cruz                          | 48,54 | 32,52 | 7,77  | 5,34 | 1,94 | 206      |
| Portel                             | 46,51 | 30,89 | 10,82 | 5,86 | 1,65 | 3 328    |

### Redondo
| Partido                 | Partido                        | Votos | %               | +/-   |
| ----------------------- | ------------------------------ | ----- | --------------- | ----- |
|                         | Partido Socialista             | 1 359 | 41,23 / 100,00  | 7,58  |
|                         | Portugal à Frente              | 748   | 22,69 / 100,00  | 10,81 |
|                         | Coligação Democrática Unitária | 607   | 18,42 / 100,00  | 0,01  |
|                         | Bloco de Esquerda              | 301   | 9,13 / 100,00   | 2,61  |
|                         | PCTP/MRPP                      | 54    | 1,64 / 100,00   | 0,93  |
|                         | Pessoas–Animais–Natureza       | 35    | 1,06 / 100,00   | 0,04  |
|                         | Outros                         | 95    | 2,87 / 100,00   |       |
| Votos Inválidos         | Votos Inválidos                | 97    | 2,94 / 100,00   | 0,31  |
| Total                   | Total                          | 3 296 | 100,00 / 100,00 |       |
| Eleitorado/Participação | Eleitorado/Participação        | 5 914 | 55,73 / 100,00  | 1,79  |

| Freguesia | %     | %     | %     | %    | %    | %    | Votantes |
| Freguesia | PS    | PÀF   | CDU   | BE   | PCTP | PAN  | Votantes |
| --------- | ----- | ----- | ----- | ---- | ---- | ---- | -------- |
| Montoito  | 39,94 | 20,13 | 27,42 | 7,13 | 2,06 | 0,32 | 631      |
| Redondo   | 41,54 | 23,30 | 16,29 | 9,61 | 1,54 | 1,24 | 2 665    |
| Redondo   | 41,23 | 22,69 | 18,42 | 9,13 | 1,64 | 1,06 | 3 296    |

### Reguengos de Monsaraz
| Partido                 | Partido                        | Votos | %               | +/-   |
| ----------------------- | ------------------------------ | ----- | --------------- | ----- |
|                         | Partido Socialista             | 2 395 | 47,17 / 100,00  | 8,20  |
|                         | Portugal à Frente              | 1 190 | 23,44 / 100,00  | 12,46 |
|                         | Coligação Democrática Unitária | 674   | 13,28 / 100,00  | 0,25  |
|                         | Bloco de Esquerda              | 394   | 7,76 / 100,00   | 2,99  |
|                         | PCTP/MRPP                      | 86    | 1,69 / 100,00   | 0,25  |
|                         | Outros                         | 172   | 3,40 / 100,00   |       |
| Votos Inválidos         | Votos Inválidos                | 166   | 3,27 / 100,00   | 0,12  |
| Total                   | Total                          | 5 077 | 100,00 / 100,00 |       |
| Eleitorado/Participação | Eleitorado/Participação        | 9 174 | 55,34 / 100,00  | 0,73  |

| Freguesia             | %     | %     | %     | %    | %    | Votantes |
| Freguesia             | PS    | PÀF   | CDU   | BE   | PCTP | Votantes |
| --------------------- | ----- | ----- | ----- | ---- | ---- | -------- |
| Campo e Campinho      | 52,22 | 14,88 | 15,59 | 9,59 | 2,86 | 699      |
| Corval                | 51,29 | 16,29 | 17,29 | 8,14 | 1,71 | 700      |
| Monsaraz              | 52,50 | 13,86 | 19,55 | 8,18 | 1,14 | 440      |
| Reguengos de Monsaraz | 44,47 | 27,36 | 11,83 | 7,23 | 1,51 | 3 238    |
| Reguengos de Monsaraz | 47,17 | 23,44 | 13,28 | 7,76 | 1,69 | 5 077    |

### Vendas Novas
| Partido                 | Partido                        | Votos  | %               | +/-   |
| ----------------------- | ------------------------------ | ------ | --------------- | ----- |
|                         | Partido Socialista             | 1 998  | 33,96 / 100,00  | 11,30 |
|                         | Coligação Democrática Unitária | 1 440  | 24,47 / 100,00  | 1,50  |
|                         | Portugal à Frente              | 1 435  | 24,39 / 100,00  | 14,10 |
|                         | Bloco de Esquerda              | 492    | 8,36 / 100,00   | 4,66  |
|                         | PCTP/MRPP                      | 95     | 1,61 / 100,00   | 1,07  |
|                         | Pessoas–Animais–Natureza       | 66     | 1,12 / 100,00   | 0,23  |
|                         | Outros                         | 188    | 3,19 / 100,00   |       |
| Votos Inválidos         | Votos Inválidos                | 170    | 2,89 / 100,00   | 1,04  |
| Total                   | Total                          | 5 884  | 100,00 / 100,00 |       |
| Eleitorado/Participação | Eleitorado/Participação        | 10 197 | 57,70 / 100,00  | 1,93  |

| Freguesia    | %     | %     | %     | %    | %    | %    | Votantes |
| Freguesia    | PS    | CDU   | PÀF   | BE   | PCTP | PAN  | Votantes |
| ------------ | ----- | ----- | ----- | ---- | ---- | ---- | -------- |
| Landeira     | 36,62 | 31,05 | 19,27 | 6,21 | 1,71 | 0,21 | 467      |
| Vendas Novas | 33,73 | 23,91 | 24,83 | 8,55 | 1,61 | 1,20 | 5 417    |
| Vendas Novas | 33,96 | 24,47 | 24,39 | 8,36 | 1,61 | 1,12 | 5 884    |

### Viana do Alentejo
| Partido                 | Partido                        | Votos | %               | +/-   |
| ----------------------- | ------------------------------ | ----- | --------------- | ----- |
|                         | Partido Socialista             | 1 014 | 36,61 / 100,00  | 11,05 |
|                         | Coligação Democrática Unitária | 808   | 29,17 / 100,00  | 1,95  |
|                         | Portugal à Frente              | 503   | 18,16 / 100,00  | 10,51 |
|                         | Bloco de Esquerda              | 241   | 8,70 / 100,00   | 3,14  |
|                         | PCTP/MRPP                      | 54    | 1,95 / 100,00   | 1,28  |
|                         | Outros                         | 91    | 3,27 / 100,00   |       |
| Votos Inválidos         | Votos Inválidos                | 59    | 2,13 / 100,00   | 0,91  |
| Total                   | Total                          | 2 770 | 100,00 / 100,00 |       |
| Eleitorado/Participação | Eleitorado/Participação        | 4 830 | 57,35 / 100,00  | 3,43  |

| Freguesia         | %     | %     | %     | %    | %    | Votantes |
| Freguesia         | PS    | CDU   | PÀF   | BE   | PCTP | Votantes |
| ----------------- | ----- | ----- | ----- | ---- | ---- | -------- |
| Aguiar            | 29,96 | 48,18 | 9,31  | 7,09 | 1,62 | 494      |
| Alcáçovas         | 34,27 | 27,12 | 23,29 | 8,39 | 1,55 | 966      |
| Viana do Alentejo | 40,84 | 23,51 | 17,71 | 9,54 | 2,37 | 1 310    |
| Viana do Alentejo | 36,61 | 29,17 | 18,16 | 8,70 | 1,95 | 2 770    |

### Vila Viçosa
| Partido                 | Partido                        | Votos | %               | +/-   |
| ----------------------- | ------------------------------ | ----- | --------------- | ----- |
|                         | Partido Socialista             | 1 530 | 36,96 / 100,00  | 8,47  |
|                         | Portugal à Frente              | 1 167 | 28,19 / 100,00  | 13,77 |
|                         | Coligação Democrática Unitária | 730   | 17,63 / 100,00  | 0,06  |
|                         | Bloco de Esquerda              | 415   | 10,02 / 100,00  | 5,22  |
|                         | PCTP/MRPP                      | 71    | 1,71 / 100,00   | 0,31  |
|                         | Outros                         | 110   | 2,64 / 100,00   |       |
| Votos Inválidos         | Votos Inválidos                | 117   | 2,83 / 100,00   | 0,37  |
| Total                   | Total                          | 4 140 | 100,00 / 100,00 |       |
| Eleitorado/Participação | Eleitorado/Participação        | 7 132 | 58,05 / 100,00  | 1,06  |

| Freguesia                          | %     | %     | %     | %     | %    | Votantes |
| Freguesia                          | PS    | PÀF   | CDU   | BE    | PCTP | Votantes |
| ---------------------------------- | ----- | ----- | ----- | ----- | ---- | -------- |
| Bencatel                           | 37,31 | 16,59 | 30,48 | 8,68  | 2,17 | 922      |
| Ciladas                            | 44,98 | 19,18 | 16,44 | 12,10 | 2,28 | 438      |
| N.S. da Conceição e São Bartolomeu | 33,90 | 34,80 | 13,45 | 10,46 | 1,38 | 2 543    |
| Pardais                            | 53,59 | 18,99 | 14,77 | 6,75  | 2,53 | 237      |
| Vila Viçosa                        | 36,96 | 28,19 | 17,63 | 10,02 | 1,71 | 4 140    |